# Bischofite
La bischofite è un minerale.